# Detlev Uhlenbrock
Detlev F. P. Uhlenbrock (* 22. Dezember 1949) ist ein deutscher Facharzt für Radiologie und Fachbuchautor.
Uhlenbrock ist Partner in einer Radiologischen Großpraxis in Dortmund (Medizinisches Versorgungszentrum) und programmverantwortlicher Arzt für das Mammographie-Screening der Region Dortmund / Hagen. 

## Fachbücher (Auswahl)
- Uhlenbrock, Forsting: MRT und MRA des Kopfes: Indikationsstellung, Wahl der Untersuchungsparameter, Befundinterpretation, 2. Auflage, 2007
- Uhlenbrock, Forsting, Warnke: MRT der Wirbelsäule und des Spinalkanals, 2. Auflage, 2009